# 乌西瓦
乌西瓦（羅馬化：Usʹva）是俄罗斯彼尔姆边疆区的市级镇，属边疆区辖市格列米亚钦斯克市，为该市下辖的唯一一座市级镇。地处彼尔姆边疆区东部，位于卡马河流域丘索瓦亚河一支流乌西瓦河两岸，在格列米亚钦斯克西北、边疆区首府彼尔姆东北方。镇西北部设有同名铁路车站。
该地2022年人口有324人；2010年人口535；2002年人口758；1989年人口1,353。